# 1370
Пізнє Середньовіччя •  Відродження •  Реконкіста •  Ганза •  Авіньйонський полон пап •  Монгольська імперія •  Столітня війна

## Геополітична ситуація
Імператором Візантії є Іоанн V Палеолог (до 1376), державу османських турків очолює султан Мурад I (до 1389). Карл IV Люксембург має титул імператора Священної Римської імперії (до 1378). Королем Франції є Карл V Мудрий (до 1380).
Апеннінський півострів розділений: північ належить Священній Римській імперії, середню частину займає Папська область, південь належить Неаполітанському королівству. Деякі міста півночі: Венеція, Піза, Генуя тощо, мають статус міст-республік. Триває боротьба гвельфів та гібелінів.
Майже весь Піренейський півострів займають християнські Кастилія і Леон, де править Енріке II (до 1379), Арагонське королівство та Португалія під правлінням Фернанду I (до 1383). Під владою маврів залишилися тільки землі на самому півдні. Едуард III королює в Англії (до 1377), Королем Швеції є Альбрехт Мекленбурзький (до 1389). У Польщі та Угорщині королює Людвік I Великий (до 1382). У Литві княжить Ольгерд (до 1377).
Руські землі перебувають під владою Золотої Орди. Триває війна за галицько-волинську спадщину між Польщею та Литвою. Польський король Казимир III захопив Галичину та Волинь.
У Києві княжить Володимир Ольгердович (до 1394). Ярлик на володимирське князівство має московський князь Дмитро Донський.
Монгольська імперія займає більшу частину Азії, але вона розділена на окремі улуси. На заході євразійських степів править Золота Орда, що переживає період Великої Зам'ятні. У Семиріччі владу утримує емір Тамерлан. Іран роздроблений, окремі області в ньому контролюють родини як монгольського, так і перського походження. У Китаї почалося правління династії Мін.
У Єгипті владу утримують мамлюки. Мариніди правлять у Магрибі. Делійський султанат є наймогутнішою державою Індії. В Японії триває період Муроматі.
Цивілізація мая переживає посткласичний період. Почали зароджуватися цивілізація ацтеків та інків.

## Події
- Москва вдруге напала на Твер. Твер відбилася з допомогою Литви та Золотої Орди й перейшла в контрнаступ.
- Помер король Польщі Казимир III Великий. Йому успадкували Єлизавета Польська та Людвік I Великий, король Угорщини.
- 17 лютого Тевтонський Орден переміг литовців під Рудау.
- Папа римський Урбан V повернувся з Рима до Авіньйона, де незабаром помер.
- Розпочався понтифікат Григорія XI.
- Англійське військо на чолі з Чорним Принцом взяло в облогу, а потім захопило, Лімож, який перед тим відкрив ворота французьким військам.
- Бертран Дю Геклен став конетаблем Франції й на чолі французького війська здобув перемогу над англійцями під Понваленом.
- У Парижі закладено перший камінь Бастилії.
- На королівському замку Консьєржері в Парижі встановлено перший публічний годинник.
- Данія та Ганза уклали в Штральзунді мир, за яким Данія пішла на значні поступки. Ганза утвердила своє панування в Балтійському морі.
- Імператор Візантії Іоанн V Палеолог підписав у Римі угоду з Венецією.
- Тамерлан убив свого шурина Гусейна, захопив Балх та Хорезм і почав завоювання Азії.
- У Китаї, де править династія Мін, проведено реформу державних іспитів, відновлено титули й заборонено секту Білого лотоса.
- Постала Імперія Тимуридів.

## Народились
- Якобелло дель Фйоре, італійський художник († 1439)

## Померли
- 5 листопада — У своїй столиці в Кракові у віці 60-и років помер Казимир III Великий, останній король (з 1333 р.) з династії Пястів.